# 大滝ケーブルテレビ
大滝ケーブルテレビ（おおたきケーブルテレビ 英：OOTAKI CATV）は、北海道伊達市が運営していたケーブルテレビ局。

## 概要
旧大滝村は山間部にある難視聴地域であり、2003年時点で愛地地区など村内の全世帯のうち15%に当たる約100世帯が難視聴となっていた。
1996年から伊達市・室蘭市などと合わせた西胆振8市町村での広域ケーブルテレビ構想が検討されるも費用面から断念され、その後難視聴地域を抱える大滝村が独自でケーブルテレビ計画を検討。1998年に「地域情報化ネットワーク構想」の一環として光ファイバー網を用いたケーブルテレビの導入が盛り込まれ、2002年に導入に向けた調査を行い、総務省の新世代地域ケーブルテレビ施設整備事業補助に採択され2003年度から本格着手、国庫補助の2億3千万円を受け総工費8億3千万円を投じてケーブルテレビ網と本町地区の村役場付近に鉄筋平屋150平米のスタジオ機能を備えたセンター局舎を建設。
2003年11月から試験放送を開始し、2004年4月1日に大滝村ケーブルテレビとして開局。西胆振地域内でのケーブルテレビ局開設を目的に伊達市で2001年に設立された、
「西胆振ケーブルコミュニケーションズ」が実務面を担った。その後2006年には同社を核に伊達市の財界による出資で新会社「アップデート」が設立され、本局の運営を引き続き請け負った。2022年6月現在、約400戸が契約している。
その後大滝村と伊達市の合併に伴い名称を「大滝ケーブルテレビ」に変更。2009年には7900万円をかけ地上デジタル放送対応工事を実施。
2021年9月には大滝区内での光ファイバー網整備に関連して本局の設備更新について15年毎に17億円が必要となり現状での存続が困難との意向が発言され、伊達市は2022年6月27日の伊達市議会全員協議会で2024年度末で廃止する方針を示し、2025年3月31日17時をもってサービスを終了。後継サービスとして、東日本電信電話（NTT東日本）やスカパーJSATなどの協力を得た上でフレッツ・テレビ（スカパー!プレミアムサービス光）を用いた共聴サービスに移行している。

## 所在地
- 北海道伊達市大滝区本町2-1

## サービスエリア
- 北海道伊達市（大滝区）

## 主な放送チャンネル

### テレビ局
| デジタル | 放送局              |
| -------- | ------------------- |
| 011-012  | HBC北海道放送       |
| 021-023  | NHK室蘭Eテレ        |
| 031-032  | NHK室蘭総合         |
| 051-053  | STV札幌テレビ放送   |
| 061-062  | HTB北海道テレビ放送 |
| 071-072  | TVhテレビ北海道     |
| 081-082  | UHB北海道文化放送   |
| 101-102  | NHK BS              |
| 141-143  | BS日テレ            |
| 151-153  | BS朝日              |
| 161-163  | BS-TBS              |
| 171-173  | BSテレ東            |
| 181-183  | BSフジ              |

CS放送配信は、地上デジタル放送完全移行を機に終了した。